# Direct Contact
Direct Contact è un film del 2009 diretto da Danny Lerner.

## Trama
Mike Riggins, ex membro delle forze speciali degli Stati Uniti operativo nell'Est europeo, viene arrestato per cattiva condotta. Tuttavia lui è l'unico mezzo per recuperare Ana Gale, una ragazza che sembra sia interesse di molti e per questo rapita da un crudele dittatore. In cambio a Mike viene offerta la libertà e una lauta ricompensa. Decide di accettare ma la sua missione non è così facile come sembra.
Una volta trovata Ana, capisce che la sua missione era solo un modo per ritrovarla. I due si trovano allora nell'obiettivo di governi senza scrupoli, paramilitari e associazioni illegali che vogliono lui morto e Ana sotto il loro controllo. Senza nessuno su cui contare e con il fiato dei nemici sul collo, Mike deve scoprire la verità su Ana e portarla al sicuro all'ambasciata americana.